# Groupe Legris Industries
Die Groupe Legris Industries ist ein weitgehend in Familienbesitz befindlicher, diversifizierter Industriekonzern, der in mittelständische Industriebetriebe investiert. Die Unternehmensgruppe mit Sitz in Brüssel, Belgien, wurde 1986 gegründet und verfügt über 17 Industriestandorte und 26 Vertriebsfirmen.

## Geschichte
- 1986: Gründung der Groupe Legris Industries durch das Familienunternehmen Legris (existiert seit 1848)[3]
- 1987: Übernahme von Comap (Armaturen & Ventile für Heizungen)
- 1989: Übernahme von Potain SA (Baukräne) und Potain Poclain Matériel (PPM, Mobilkräne)
- 1992: Neugliederung des Geschäftsbereiches Automatisierte Systeme innerhalb von Savoye
- 1995: PPM wird an Terex verkauft
- 2001: Abtretung von Potain an die amerikanische Unternehmensgruppe Manitowoc Company
- 2004: Rückzug aus der Börse
- 2006: Abtretung von Comap an die niederländische Firmengruppe Aalberts-Gruppe; Übernahme von Ceric (Anlagen und Service für die Baustoffindustrie)
- 2007: Übernahme von Clextral (Doppelschneckenextrusion für die Lebensmittelbranche, Kunststoffchemie und Papierzellstoffherstellung); Umbenennung der Unternehmensgruppe Ceric in Keyria
- 2008: Abtretung der Division Legris an die Unternehmensgruppe Parker-Hannifin[4]
- 2014: Der Hauptsitz wird von Rennes nach Brüssel verlegt.
- 2016: Legris Industries erwirbt das deutsche Unternehmen Schiederwerk[5] (Kundenspezifische Leistungselectronik für verschiedene Geräte).
- 2018: Legris Industries veräußert Savoye an die chinesische Noblelift-Gruppe.[6]
- 2019: Legris Industries übernimmt die italienische Mep Group[7] (Lösungen für das Präzisionsschneiden von Metallen) und das spanische Unternehmen Laulagun Bearings[8] (Drehverbindungen für Windkraftanlagen).

## Abteilungen
- Clextral: Prozessanlagen für die Lebensmittelindustrie und Spezialchemie sowie für die Papierzellstoff- und Biomaterialherstellung.

- Keller: Schlüsselfertige Anlagen und Lösungen für die Baustoffindustrie sowie Handling-Anlagen, Automatisierungslösungen und Messinstrumente für verschiedene Industrien.

- Laulagun Bearings: Gross dimensionierte Spezialwälzlager für Windkraftanlagen und andere Industriesektoren.

- Mep Group: Präzisionssägeanlagen für Metalle.
- Schiederwerk: Leistungselektronik und Stromversorgungslösungen für medizinische Geräte, Sportstätten-/Großfläche-/Bühnen- und Studiobeleuchtung sowie für industrielle Anwendungen.